# 江万里
江万里（1198年11月16日—1275年3月），名临，字子远，号古心。因居住在庐山旁边，又被门人称之为庐山公，江州都昌人（今江西都昌县），南宋政治人物。谥号文忠。其一生仕途患艰，数起数落，但是教育培养了一大批名垂青史的爱国志士。文天祥有集杜诗表达了景仰和哀慕之情：“星折台衡地，斯文去矣休，湖光与天远，屈注沧江流。”

## 生平
江万里早年跟随父亲江烨学习朱熹理学，尤其精研《周易》。嘉定十五年（1222年），江万里进入太学，发愤苦读。 宋理宗为太子时，曾将其姓名记在几砚之间。江万里以舍选出身，历任池州教授，沿江制置司准备差遣，两浙安抚司干办公事。嘉熙元年（1237年），出任吉州太守。从政期间一面组织民众兴修农田水利，发展农业生产，一面大力兴办教育事业。嘉熙四年（1240年）创白鹭洲书院。咸淳五年（1269年），在江万里的举荐下，朝廷起用文天祥到宁国府上任。咸淳九年（1273年） ，76岁的江万里再次出任荆湖南路安抚使兼知潭州。咸淳十年（1274年），元军犯宋，江万里从元军中脱身回到鄱阳并言“与国为存亡”。他在芝山南麓凿池，并建一亭，取名“止水”。德祐元年（1275年），江万里投止水自尽，以身殉国，终年77岁。后宋恭帝赠江万里太傅，益国公，后又加赠太师，谥号“文忠”。

## 家族
- 父江曄
- 弟江萬頃
- 江萬里無子，以蜀人王橚子為後，即鎬也。继子江鎬、江鏜；江鏜子，江萬里孫兒江日新；孫媳婦江日新妻趙氏公主。趙氏公主乃宋度宗女兒，楊太后所出，楊亮節外甥女。